# Scharlakansvävare
Scharlakansvävare (Anaplectes rubriceps) är en fågel i familjen vävare inom ordningen tättingar.

## Utseende och läte
Scharlakansvävaren är den enda vävaren med en slank rödorange näbb. Hane i häckningsdräkt varierar geografiskt, men i alla bestånd är huvudet rött. Hona och hane utanför häckningstid har mestadels enfärgat grå eller brun undersida, rött eller gult i vingen och ljus undersida. Arten upptäcks ofta på dess typiska läten, ljusa och insektslika gnissliga och tjippande ljud som vävs in i en vävartypisk sång.

## Utbredning och systematik
Scharlakansvävare delas in i två underarter med följande utbredning:
- Anaplectes rubriceps leuconotos – förekommer från Senegal och Gambia till södra Tchad, norra Centralafrikanska republiken, sydvästra och södra Sudan, Sydsudan, Eritrea, Etiopien och Somalia söderut genom Uganda och Kenya till Malawi
- Anaplectes rubriceps rubriceps – förekommer från södra Angola till nordöstra Namibia, södra Zambia, Moçambique och nordöstra Sydafrika

Sedan 2016 urskiljer Birdlife International och naturvårdsunionen IUCN underarten leuconotos som egen art, "nordlig scharlakansvävare". Tidigare inkluderades rödvävaren (A. jubaensis) i arten, men denna kategoriseras sedan 2022 som egen art av tongivande eBird/Clements och sedan 2023 av International Ornithological Congress.

## Levnadssätt
Scharlakansvävaren hittas i par i lövfällande skogar och fuktig savann. Där ansluter den ofta till artblandade flockar på jakt efter insekter bland blad och grenar.

## Status
IUCN bedömer hotstatus för underarterna var för sig, båda som livskraftiga.

## Bilder

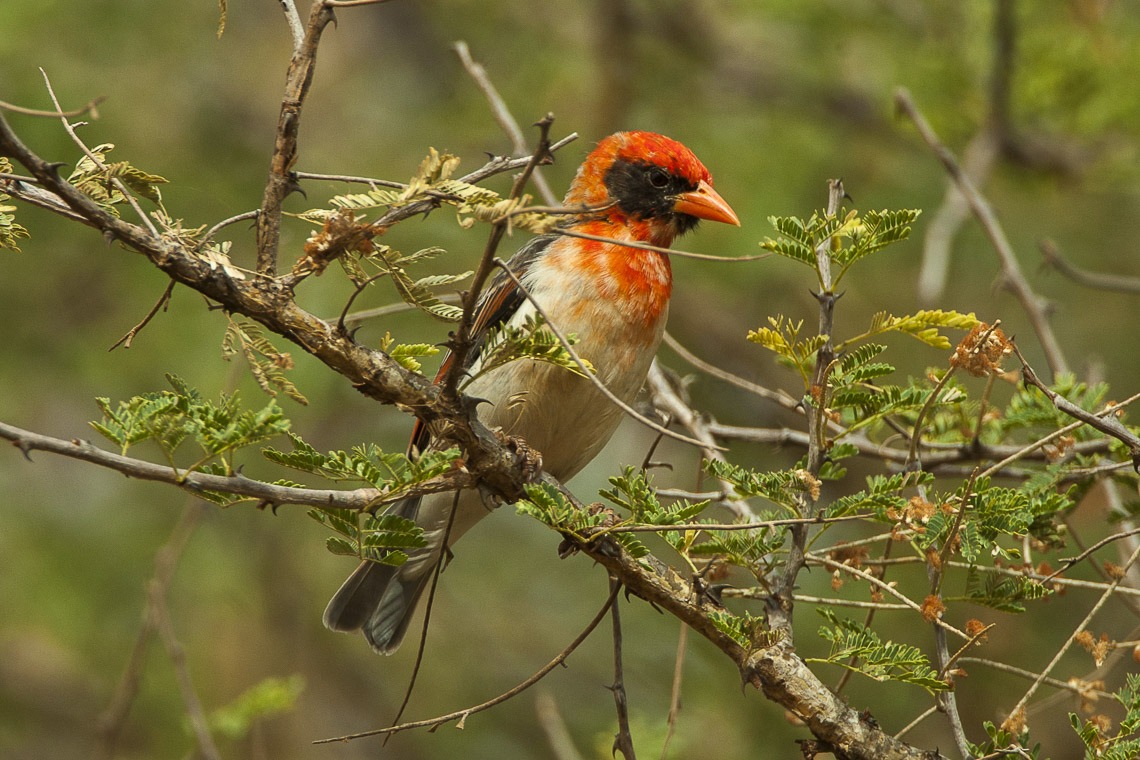
Scharlakansvävare av underarten leuconotos som vissa urskiljer som en egen art.
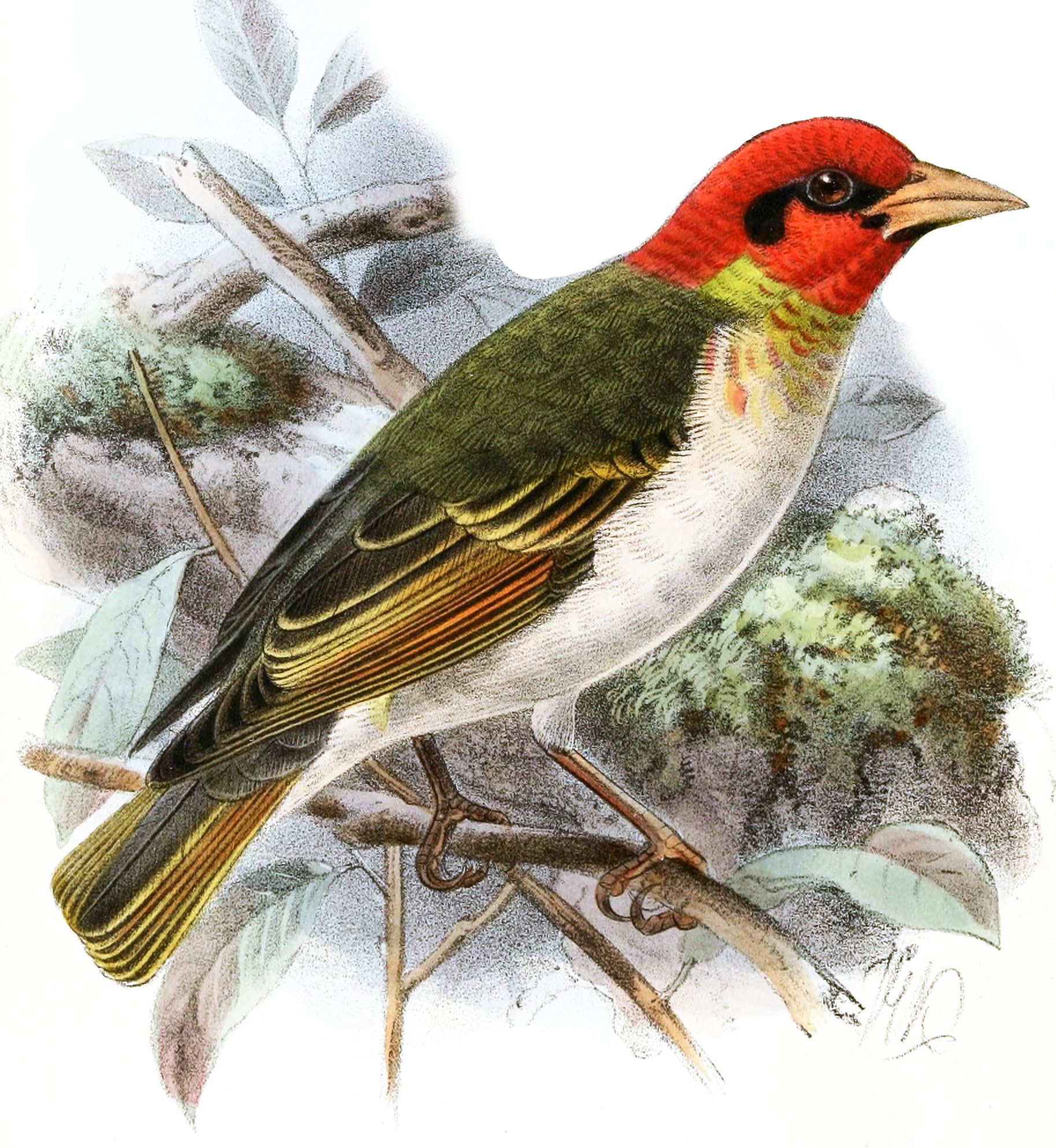
Hane av nominatformen.
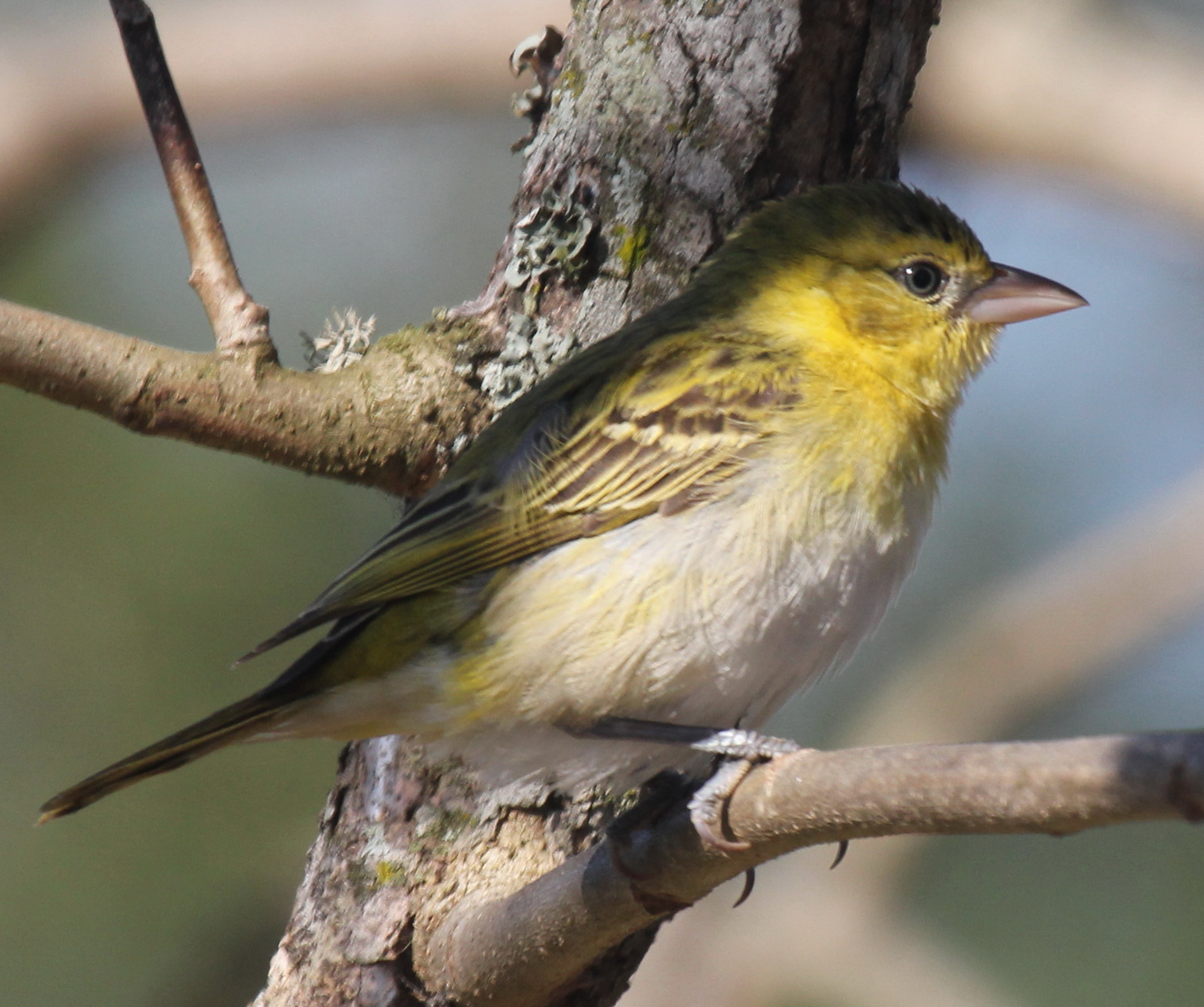
Hona av nominatformen i Sydafrika.